# BMO 필드
BMO 필드(BMO Field)는 캐나다 토론토에 있는 축구 경기장이며, MLS 토론토 FC와 CFL 토론토 아고노츠의 홈경기장으로 사용하고 있다. 토론토가 소유하고 있으며, 메이플 리프 스포츠 & 엔터테인먼트에 의해 운영되고 있다.